# 聲帶囊腫

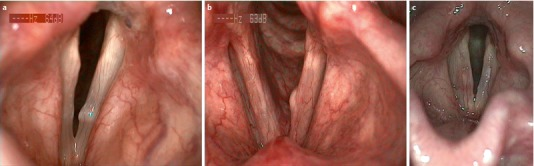
a）聲帶囊腫，b）具有相應瘢痕的聲帶囊腫，c）表皮樣囊腫。

聲帶囊腫（Vocal fold cysts）是膜質声带的良性腫塊。這些囊腫是通常為黃色或白色的封閉的囊狀結構。他們通常單方面的在聲帶的中間邊緣處之中點形成。然而，它們也可以在聲帶的頭部，或上面、等之表面上形成有兩種類型的聲帶囊腫分佈在不同的位置：
1. 上皮下聲帶囊腫(Sub-epithelial vocal fold cysts)位於聲帶的固有層的表層上。[1]
2. 韌帶聲帶囊腫(Ligament vocal fold cysts)位於聲帶的固有層的較深層裡。[1]

聲帶囊腫的症狀各不相同，但通常包括嘶啞的聲音及音調的問題。囊腫的初步治療涉及語音治療，以減少有傷害性的發聲行為。如果症狀仍然存在，患者可能需要手術去除囊腫。手術通常伴隨著聲帶的休息以及進一步的語音治療來恢復語音的功能。囊腫也可以使用聲帶類固醇注射來治療。

## 外部連接
- Vocal Cord / Voice Disorder Community - Online Support （页面存档备份，存于）
- VoiceInfo.org （页面存档备份，存于）
- Photo Library at VoiceInfo.org （页面存档备份，存于）